# Garden Party (Album)
Garden Party ist ein Musikalbum von Rick Nelson And The Stone Canyon Band.
Garden Party erschien 1972 bei Decca Records und wird dem Genre Country-Rock zugerechnet. Das Album wurde in Hollywood in den United Studios mit einer 24-Band-Maschine aufgenommen, der Toningenieur war Michael „Nemo“ Shields. Es war Rick Nelsons letzte LP, die sich in den Charts unter den Top 100 platzieren konnte, der ausgekoppelte Titelsong seine letzte Platzierung in den Top 40 der US-Singles-Charts.
In den Billboard LP-Charts erreichte das im Dezember 1972 erstmals notierte Album Platz 32 und blieb 18 Wochen in den Top 200.
In Klammern sind die Komponisten/Texter angegeben.
1. Let It Bring You Along (Stephen A. Love) – 4:12
2. Garden Party (Rick Nelson) – 3:45
3. So Long Mama (Rick Nelson) – 3:25
4. I Wanna Be with You (Allen L. Kemp, Randy Meisner) – 2:15
5. Are You Really Real?  (Rick Nelson) – 3:25
6. I’m Talking About You (Chuck Berry) – 3:55
7. Nighttime Lady (Rick Nelson) – 3:50
8. A Flower Opens Gently By (Rick Nelson) – 3:08
9. Don’t Let Your Good Bye Stand (Richard Stekol) – 3:17
10. Palace Guard (Rick Nelson) – 5:10

Die Mitte der 1960er Jahre einsetzende Hinwendung Nelsons zum Country und sein Versuch einer Verschmelzung von Country-Musik und Rock ’n’ Roll begann mit den Alben Bright Lights and Country Music (1966) und Country Fever (1967), auf denen er traditionelle Countrysongs coverte. Beide Alben blieben erfolglos, aber mit ihnen schuf Nelson einen eigenen Musikstil, der als Vorläufer des Country-Rock bezeichnet werden kann. Ab 1969 wurden Alben unter dem Interpretennamen „Rick Nelson And The Stone Canyon Band“ veröffentlicht, und es wurden zunehmend Eigenkompositionen gespielt. Waren auf der vorangegangenen LP Rudy the Fifth noch drei fremde Titel, zwei von Bob Dylan und einer von Mick Jagger und Keith Richards, so ist auf Garden Party lediglich I’m Talking About You von Chuck Berry nicht eigens für das Album komponiert.

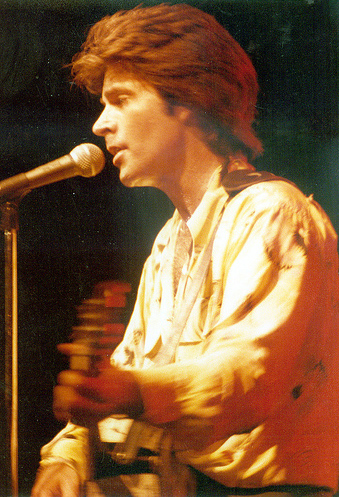
Ricky Nelson

Das Albumcover wurde von Nelsons Frau Kristin mit Fotos von Martin S. Martin gestaltet, es zeigt auf dem Frontcover Rick Nelson mit schulterlangen Haaren in einem typischen Rock-’n’-Roller-Sacko, der trotzig blickend seine mit beiden Händen am Hals umfasste Gibson-Les-Paul-Gitarre hält. Das Innencover links zeigt ein Foto der Stone Canyon Band, auf dem die Gitarristen ihre Instrumente in gleicher Art halten wie Nelson auf dem Frontcover. Auf dem Innencover rechts ist eine Porträtaufnahme Nelsons, auf dem Rückcover befindet sich eine Fotografie des handschriftlichen Entwurfes des Textes zu Garden Party. Die Farbgestaltung des Covers umfasst nur schwarz, weiß und Grautöne, alle Fotos sind von einem breiten, schwarzen Rand umgeben.
Abgesehen vom eher sanften Countryrock-Titel Garden Party dominiert härterer Rock ’n’ Roll die Mehrzahl der Titel wie zum Beispiel bei I’m Talking About You, I Wanna Be with You, Don’t Let Your Good-bye Stand oder Let It Bring You Along. Janet Maslin schreibt in ihrer Albumkritik im Rolling Stone dazu, dass Nelson so klinge, als würde er sich wünschen, er könne den Rock ’n’ Roll herausschreien.
Das Album war für Nelson der erste Top-40-Hit in den LP-Charts seit 1964. Das Album Garden Party notierte ab 9. Dezember 1972 in den US-LP-Charts, erreichte Platz 32 und blieb 18 Wochen in den Charts.
Aus dem Album wurden zwei Singles ausgekoppelt:
- Vor der Veröffentlichung des Albums wurde der Titelsong Garden Party im Juli 1972 als Single[6] veröffentlicht und wurde Nelsons letzter Hit. Nelson komponierte diesen Song, nachdem er 1971 im New Yorker Madison Square Garden bei einem Rock-’n’-Roll-Revival-Konzert ausgepfiffen worden war, weil er nicht seine alten Hits spielte, sondern nur seine neuen Songs.[7] In dem Text des Liedes reflektiert Nelson seine Abwendung vom nicht mehr zeitgemäßen Rock ’n’ Roll und seine Hinwendung zum neuen, individuellen Musikstil. Die Textaussage gipfelt in dem Satz, dass er lieber als Busfahrer arbeiten würde, als auf irgendwelchen Revival-Konzerten immer nur seine alten Erfolgshits zu spielen. Besonders macht er sich in dem Lied über Chuck Berry lustig, der immer noch so Musik mache und aussehe wie früher, um den Erwartungen des Publikums gerecht zu werden.[8] Garden Party erreichte Platz 6 der US-Charts, und Nelson bekam für diese Single eine Goldene Schallplatte.[9]
- Als zweite Single wurde Anfang 1973 Palace Guard veröffentlicht, die Single erreichte lediglich Platz 65 der Charts und war Nelsons letzte Notierung in den US Hot 100 überhaupt.[10]